# Збіюв-Дужи
Збіюв-Дужи (пол. Zbijów Duży) — село в Польщі, у гміні Мірув Шидловецького повіту Мазовецького воєводства.
Населення — 417 осіб (2011).
У 1975-1998 роках село належало до Радомського воєводства.

## Демографія
Демографічна структура станом на 31 березня 2011 року:
|          | Загалом | Допрацездатний вік | Працездатний вік | Постпрацездатний вік |
| -------- | ------- | ------------------ | ---------------- | -------------------- |
| Чоловіки | 217     | 54                 | 136              | 27                   |
| Жінки    | 200     | 38                 | 112              | 50                   |
| Разом    | 417     | 92                 | 248              | 77                   |